# Fredonia (Dacota do Norte)
Fredonia é uma cidade localizada no estado norte-americano de Dacota do Norte, no Condado de Logan.

## Demografia
Segundo o censo norte-americano de 2000, a sua população era de 51 habitantes.
Em 2006, foi estimada uma população de 45, um decréscimo de 6 (-11.8%).

## Geografia
De acordo com o United States Census Bureau tem uma área de
0,6 km², dos quais 0,6 km² cobertos por terra e 0,0 km² cobertos por água. Fredonia localiza-se a aproximadamente 627 m acima do nível do mar.

## Localidades na vizinhança
O diagrama seguinte representa as localidades num raio de 36 km ao redor de Fredonia.